# Aschistonyx carpinicolus
Aschistonyx carpinicolus är en tvåvingeart som beskrevs av Rubsaamen 1917. Aschistonyx carpinicolus ingår i släktet Aschistonyx och familjen gallmyggor. Inga underarter finns listade i Catalogue of Life.